# EComStation
eComStation (czasami w skrócie określany jako „eCS”) – jedna z wersji systemu operacyjnego OS/2, stworzona na podstawie wersji OS/2 Warp 4 Merlin Convenience Pack (MCP).

## Historia
- 29.09.2000 – wersja preview
- 10.07.2001 – wersja 1.0
- 18.04.2003 – wersja 1.1
- 18.12.2004 – wersja 1.2
- Pierwsza połowa 2009 – 2.0